# Comuna Praci, Borzna
Praci (în ucraineană Прачі) este o comună în raionul Borzna, regiunea Cernihiv, Ucraina, formată din satele Adamivka și Praci (reședința).

## Demografie
Componența lingvistică a comunei Praci
     Ucraineană (98,92%)
     Alte limbi (0,97%)
Conform recensământului din 2001, majoritatea populației comunei Praci era vorbitoare de ucraineană (98,92%), existând în minoritate și vorbitori de alte limbi.